# Nawele
Nawele [Navele] bio je veliki havajski poglavica, 4. kralj havajskog otoka Oʻahua, potomak tahićanskog čarobnjaka Mawekea.
On je bio sin princa Kahokupohakanoa i njegove supruge Kaumane II. te tako unuk kralja Elepuʻukahonue i kraljice Hikilene.
Nakon smrti Elepuʻukahonue, nepoznata je osoba postala kralj Oʻahua, a nakon smrti te osobe, zavladao je Nawele. 
Naweleova je žena bila Kalanimoeikawaikai (Kalanimoewaiku, Kalanamowaiku, Kalanimoeikawaikaʻa). Imali su sina Lakonu, koji je naslijedio oca. (Kalanimoeikawaikai je bila i supruga čovjeka zvanog Makalae, kojem je rodila kćer Oweakalanikauwahu.)